# Parti de la justice et du développement (Maroc)
Pour les articles homonymes, voir Parti de la justice et du développement.
Le parti de la justice et du développement, PJD (arabe : حزب العدالة والتنمية, berbère : ⴰⴽⴰⴱⴰⵔ ⵏ ⵜⵏⵣⵣⴰⵔⴼⵓⵜ ⴷ ⵜⵏⴼⵍⵉⵜ) est un parti politique marocain conservateur, de droite, d'idéologie islamiste.  
Il est dirigé par Abdelilah Benkirane depuis 2021.
Fondé en 1967 par Abdelkrim El Khatib, il se définit officiellement comme un parti politique national dont le but est la contribution à la construction d'un Maroc démocratique dans le cadre d'une monarchie constitutionnelle.

## Histoire

### Création
La création du parti remonte aux années 1960 quand le docteur Abdelkrim El Khatib proche du palais et un des fondateurs politique de l'Armée de libération nationale, s'oppose à la déclaration de l'état d'exception et annonce la constitution du Mouvement populaire démocratique et constitutionnel en février 1967. Le parti demeure néanmoins initialement une coquille vide, sans véritable activité politique.
En juin 1996, à l'instigation du ministre de l'Intérieur Driss Basri, le parti s'ouvre à des membres du Mouvement Unité et Réforme (MUR), regroupant notamment des ex-membres ayant renoncé à la violence de la Chabiba Islamiya, un mouvement islamiste violent des années 1960 et 1970. Cette approche offrait l'avantage de donner au MUR une façade politique légale, tout en évitant pour l'État, le précédent de la création d'un parti islamiste ex nihilo. L'État s'assurait en outre l'ancrage du parti au sein du Makhzen, du fait de la proximité du fondateur du parti Abdelkrim El Khatib avec le palais royal. Il faut rappeler que ce fut ce même Abdelkrim El Khatib qui milita pour que la notion d'Amir Al Mouminine (Commandeur des croyants) qui fait du roi le chef religieux soit inscrite dans la première constitution marocaine.

### Idéologie
Le PJD est considéré au Maroc comme conservateur et islamiste. 
Ses critiques lui reprochent d'être un parti fondamentaliste, bien que le PJD s'en défende et se revendique attaché aux valeurs traditionnelles et légaliste.  
Connu pour son opposition à l'occidentalisation des mœurs marocaines, le PJD qualifie en 2016 de «gauchisants» ceux qui importent au Maroc des idées et des pratiques politiques « élaborées en Occident ». 
Son objectif est « décliner  une lecture politique inspirée de l'islam ».  Il fait de la lutte contre l'économie de rente et la corruption son slogan de campagne.  Le PJD voit l'islam comme l'unique alternative au libéralisme. 
Le PJD a adopté un ton beaucoup moins véhément après les attentats de Casablanca du 16 mai 2003, perpétrés par la mouvance terroriste. Inquiet d'une possible interdiction, le parti fait le ménage en interne et alors à se construire une image de respectabilité.  Le PJD se considère comme inspiré du parti islamiste AKP au pouvoir depuis 2002 en Turquie.
Appuyé par d'autres conservateurs, le PJD a demandé en 2011 au Palais et la Commission Mennouni que la liberté de conscience soit supprimée de la nouvelle constitution marocaine de 2011.
Son aile idéologique, le MUR (Mouvement Unicité et réforme) avec qui les responsables du PJD entretiennent des relations croisées, prône un islam rigoriste en pratiquant la da'awa via son quotidien de presse Attajdid, et accueille les tribunes des membres du PJD lorsque l'idéologie qu'ils défendent n'est pas conforme à la ligne officielle du parti visant à la respectabilité.

### Accusations d'antisémitisme
À la suite de l'attaque de deux Palestiniens le 6 juin 2016 dans un café à Tel Aviv-Jaffa où quatre personnes ont été tuées, le site du Parti de la justice et du développement a publié un article qualifiant les victimes de sionistes et les terroristes de fedayin, laissant supposer la légitimité de l'attentat et la non innocence des victimes.
Le discours d'une bande-son où le prédicateur salafiste Hamad El Kabbaj, promu tête de liste pour les élections législatives d'octobre, aurait incité à la haine et à la violence contre les juifs, a été qualifié d'antisémite par un journaliste de télévision, Mohammed Tijjini. En réponse, le prédicateur a indiqué que ses propos auraient été mal compris, qu'il n'était pas « anti-juif » mais que ses attaques visaient « uniquement [les] juifs sionistes qui massacrent le peuple palestinien ».

### Organisation
Le PJD est considéré comme l'une des formations politiques les mieux organisées du Maroc.
Le parti dispose d'une importante politique de communication sur internet et est extrêmement présent sur les réseaux sociaux comme Facebook et YouTube.
Selon une étude de la radio néerlandaise, le PJD est de très loin le premier parti politique au Maroc sur internet.

### Législatives de 1997
Aux élections législatives de 1997, il décroche neuf sièges malgré les fraudes qui les ont caractérisées. Le parti décline la proposition de participer au gouvernement d'alternance et opte pour le soutien critique. En 1998, le parti changea son nom et devient « Parti de la justice et du développement ». À la suite du non-respect par le gouvernement de ses engagements, le parti passe du soutien critique à l'opposition. En 2001, le parti présente un « mémorandum pour des élections transparentes et saines » comportant ses propositions sur les conditions politiques et légales pour organiser des élections crédibles. Après les élections législatives de 2002, le parti devient le premier parti d'opposition (42 sièges). En 2004, le parti organise son cinquième congrès national et fait élire le docteur Saad Dine El Otmani au poste de Secrétaire général.

### Législatives de 2007
Lors des élections législatives de 2007, le parti arrive en 2e place avec 46 sièges, mais préfère rester dans l'opposition. En 2008, le parti organise son sixième congrès national et fait élire Abdel-Ilah Benkiran au poste de secrétaire général, il a obtenu 684 voix sur les 1 628 voix.

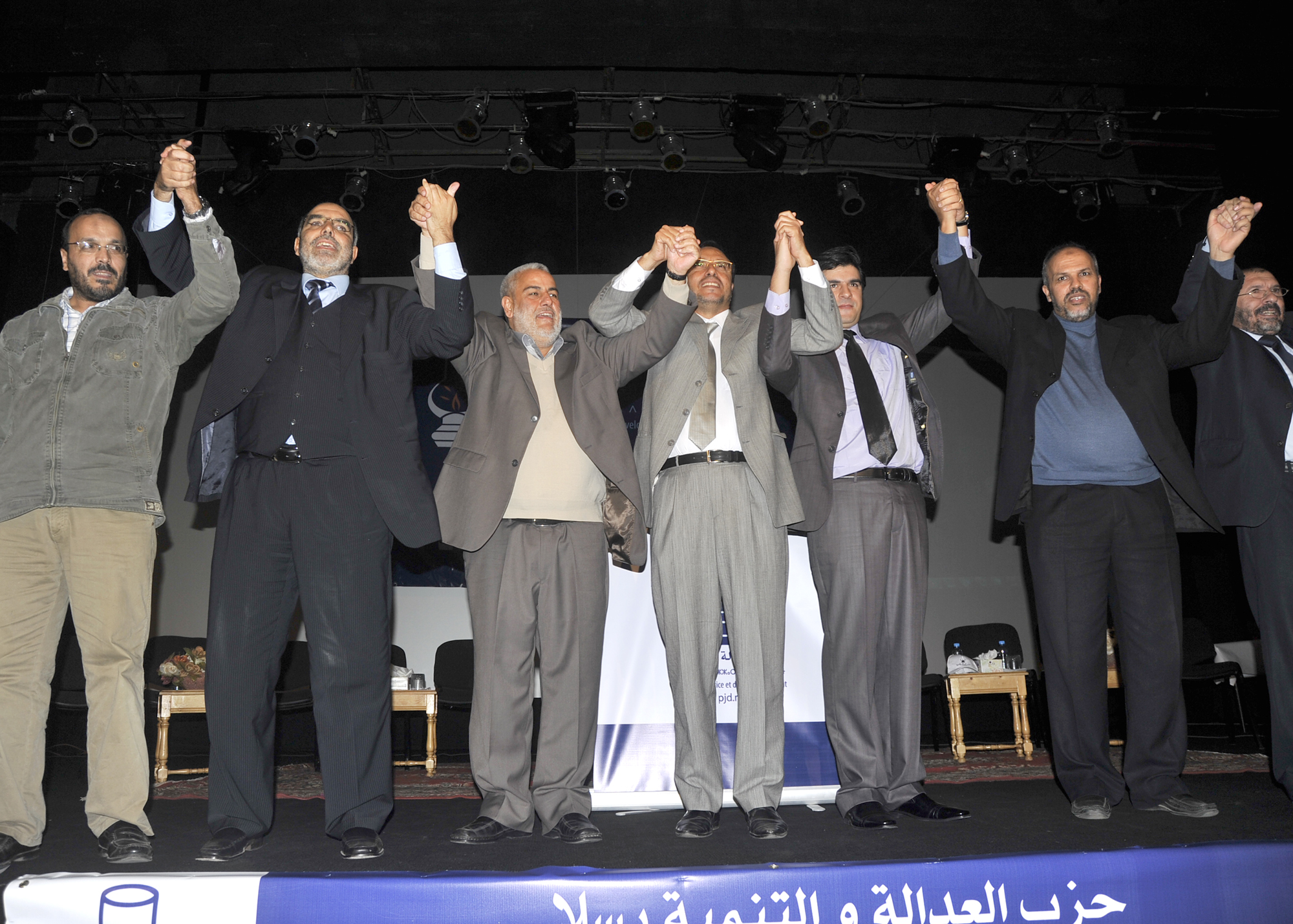
Les leaders du PJD fêtent leur victoire aux élections législatives de 2011, au Maroc.

### Victoire de 2011
À la suite du printemps arabe de 2011, le parti islamiste sort vainqueur du scrutin législatif de novembre 2011, en obtenant 107 sièges sur les 395 constituant la chambre basse marocaine. Le 29 novembre 2011, le secrétaire général du PJD, Abdel-Ilah Benkiran, est nommé chef du gouvernement par le roi Mohammed VI, donnant ainsi droit au parti de constituer le nouveau gouvernement. 

### Élections communales de 2015
Lors des élections communales de 2015, le PJD arrive deuxième en nombre d'élus derrière le PAM. Néanmoins, il enregistre une très forte percée en milieu urbain en obtenant ainsi une majorité dans les villes de Rabat, Casablanca, Salé, Agadir, Tanger, Kenitra, Marrakech, Fès et Meknès.

### Élections législatives de 2016
Pour les élections législatives marocaines du 7 octobre 2016, après un scandale sexuel touchant deux membres du MUR et l'ayant éclaboussé, le PJD nomme un salafiste très controversé comme tête de liste dans la circonscription de Marrakech-Gueliz, Hammad El Kabbaj.

### Élections législatives de 2021
Les élections législatives marocaines du 8 septembre 2021 sont un désastre pour le PJD, qui passe du premier parti du Maroc au 8e, perdant 90 % de ses sièges de députés.
Le PJD avait notamment déçu une partie de ses sympathisants en signant, en décembre 2020, l’accord tripartite relatif à la normalisation des relations avec Israël, puis en validant le projet de loi légalisant l’usage thérapeutique du cannabis. Après les élections, plusieurs dirigeants du parti démissionnent de leurs responsabilités et des tensions internes conduisent à la suspension de trois députés.
En mars 2023, le parti fait volte-face en se déclarant opposé à la normalisation entre les deux pays et accuse la diplomatie marocaine de  « parti pris pro-israélien ».

## Résultats électoraux

### Élections législatives
| Année | Voix      | %       | Rang | Sièges    | Statut                                |
| ----- | --------- | ------- | ---- | --------- | ------------------------------------- |
| 1997  | 264 324   | 4,1 %   | 10e  | 9 / 325   | Opposition                            |
| 2002  | 595 439   | 12,92 % | 3e   | 42 / 325  | Opposition                            |
| 2007  | 503 396   | 10,9 %  | 2e   | 46 / 325  | Opposition                            |
| 2011  | 1 080 914 | 27,08 % | 1er  | 107 / 395 | Coalition (Benkiran I et Benkiran II) |
| 2016  | 1 618 963 | 31,65 % | 1er  | 125 / 395 | Coalition (El Othmani I, II)          |
| 2021  | 325 337   | 4,30 %  | 8e   | 13 / 395  | Opposition                            |

### Élections régionales
| Année | Voix      | %       | Rang | Sièges    |
| ----- | --------- | ------- | ---- | --------- |
| 2015  | 1 672 178 | 25,66 % | 1er  | 174 / 678 |

### Élections communales
| Année | Voix      | %       | Rang | Sièges       |
| ----- | --------- | ------- | ---- | ------------ |
| 2009  |           | 5,5 %   | 6e   | 1513 / 27795 |
| 2015  | 1 559 814 | 15,94 % | 3e   | 5021 / 31503 |

## Représentation au sein du gouvernement marocain

### Gouvernement El Otmani I
|  | Ministre             | Portefeuile |
|  | -------------------- | --- |
|  | Saad Dine El Otmani  | Chef de gouvernement |
|  | El Mostafa Ramid     | Ministre d’État chargé des Droits de l’Homme |
|  | Abdelkader Amara     | Ministre de l’Equipement, du Transport, de la Logistique et de l’Eau |
|  | Aziz Rabbah          | Ministre de l’Énergie, des Mines et du Développement durable |
|  | Bassima Hakkaoui     | Ministre de la Famille, de la Solidarité, de l’Égalité et du Développement social |
|  | Mohamed Yatim        | Ministre de l’Emploi et de l’Insertion professionnelle |
|  | Lahcen Daoudi        | Ministre délégué auprès du Chef du Gouvernement chargé des Affaires générales et à la Gouvernance |
|  | Mustapha El Khalfi   | Ministre délégué auprès du Chef du Gouvernement chargé des Relations avec le Parlement et la Société civile, Porte-parole du gouvernement                                                                                      |
|  | Mohamed Najib Boulif | Secrétaire d'État auprès du Ministre de l’Equipement, du Transport, de la Logistique et de l’Eau chargé du Transport |
|  | Jamila El Moussali   | Secrétaire d'État auprès du Ministre du Tourisme, du Transport aérien, de l’Artisanat et de l’Économie sociale chargée de l’Artisanat et de l’Économie sociale                                                                 |
|  | Khalid Samadi        | Secrétaire d'État auprès du Ministre de l’Éducation nationale, de la Formation professionnelle, de l’Enseignement supérieur et de la Recherche scientifique chargé de l’Enseignement supérieur et de la Recherche scientifique |
|  | Nezha El Ouafi       | Secrétaire d'État auprès du Ministre de l’Énergie, des Mines et du Développement durable chargée du Développement durable |

### Gouvernement El Otmani II
|  | Ministre            | Portefeuille |
|  | ------------------- | --- |
|  | Saad Dine El Otmani | Chef du Gouvernement |
|  | El Mostafa Ramid    | Ministre d’État chargé des Droits de l’Homme |
|  | Abdelkader Amara    | Ministre de l’Equipement, du Transport, de la Logistique et de l’Eau |
|  | Aziz Rabbah         | Ministre de l’Énergie, des Mines et du Développement durable |
|  | Mohamed Amakraz     | Ministre de l’Emploi et de l’Insertion professionnelle |
|  | Jamila El Moussali  | Ministre de la Solidarité, du Développement social, de l’Égalité et de la Famille |
|  | Nezha El Ouafi      | Ministre déléguée auprès du Ministre des Affaires étrangères et de la Coopération africaine, et des Marocains résidant à l’étranger chargée des Marocains résidant à l’étranger et aux Affaires de la migration |